# Żagiel

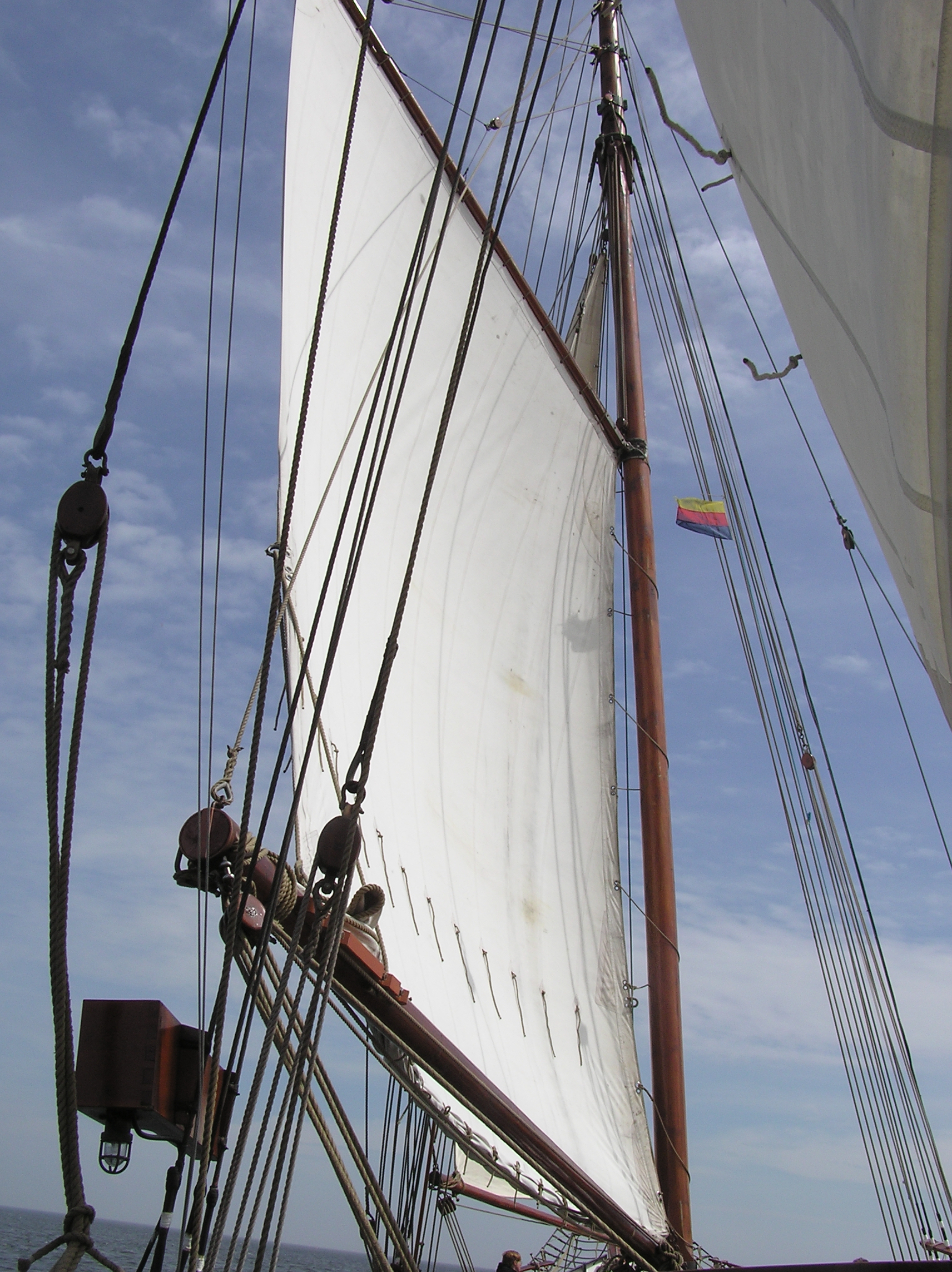
Żagiel gaflowy

Żagiel – rodzaj pędnika wiatrowego stosowanego do napędzania żaglowców, jachtów, bojerów, żaglowozów itd. Jest to odpowiednio ukształtowany płat tkaniny (ew. innego tworzywa) rozpięty na omasztowaniu jednostek żaglowych, stawiany fałami i kierowany szotami lub brasami (najczęściej przy użyciu lin pomocniczych). Zadaniem żagla jest wytworzenie siły aerodynamicznej napędzającej jednostkę. Zespół żagli tworzy ożaglowanie.

## Materiał konstrukcyjny
Pierwotnie żagle były szyte z brytów lnianych. Te jednak charakteryzowały się znacznym ciężarem oraz podatnością na gnicie. Ostatecznie wyparte zostały bawełnianymi, które stosowane były aż do połowy XX wieku. W latach 30. wynaleziono nylon, który dzięki swojej znacznej wytrzymałości mechanicznej oraz dobrej rozciągliwości zaczął być stosowany do szycia spinakerów. Rok 1947 przyniósł odkrycie poliestru, który w zmodyfikowanej formie stanowi współcześnie najpopularniejszy materiał do wyrobu ożaglowania. Jego różnica z nylonem polega na mniejszej rozciągliwości pod obciążeniem. Najpowszechniejsze z nazw handlowych poliestrów żaglowych to dacron, tergal, tetotron, terylen itp. Swoją popularność zawdzięczają dużej odporności na uszkodzenia mechaniczne oraz małej chłonności wody. Do wad dacronu należy zaliczyć jego degradację pod wpływem promieniowania ultrafioletowego. Po roku ekspozycji na światło słoneczne jego wytrzymałość maleje o około 40%. Stąd często stosuje się charakterystyczny niebieski pas materiału wzdłuż liku dolnego oraz wolnego sztaksli dakronowych chroniący płótno po zrolowaniu oraz niebieski, nieprzepuszczalny dla promieni słonecznych materiał lazy jacka.
W ostatnich latach eksperymentuje się z nowymi materiałami do konstrukcji ożaglowania, szczególnie przeznaczonego dla jednostek regatowych. To np. kevlar, który charakteryzuje się 2-3 razy wyższą wytrzymałością mechaniczną niż dakron i większą odpornością na promieniowanie UV.
Na parametry wytrzymałościowe szytych żagli ma wpływ nie tylko rodzaj użytego materiału i jego gramatura, ale również sposób obróbki. Do tych ostatnich można zaliczyć impregnację poprzez kąpiel w żywicy, co spaja włókna tkaniny, termofiksację tj. obróbkę termiczną czy kalandrowanie. Najnowocześniejsze materiały łączą cechy tkanin oraz laminatów.
Do ożaglowania należy zaliczyć również żaglopłaty stosowane w jednostkach regatowych. Pędniki tego typu wykonane są z profili wykonanych ze stopów metali lekkich bądź innych tworzyw sztucznych. Wytwarzanie przez nie siły aerodynamicznej następuje w sposób podobny do tego na skrzydłach samolotów.

## Budowa żagla

Schemat budowy żagla bermudzkiego.
1. lik dolny,
2. róg szotowy,
3. lik wolny,
4. listwa,
5. róg fałowy,
6. lik przedni,
7. bryt,
8. róg halsowy

Schemat budowy żagla gaflowego.
1. lik dolny,
2. róg szotowy,
3. lik wolny,
4. listwa,
5. róg pikowy,
6. lik góry,
7. róg gaflowy,
8. lik przedni,
9. bryt,
10. róg halsowy

Schemat budowy żagla rejowego.
1. lik dolny,
2. róg szotowy lewy,
3. lik boczny lewy,
4. róg górny lewy,
5. lik górny,
6. róg górny prawy,
7. lik boczny prawy,
8. róg szotowy prawy

Żagle podzielić można według kształtu, abstrahując od rodzaju ożaglowania, na trójkątne i czworokątne. Każdy z nich natomiast szyty jest z tzw. brytów, tj. pasów płótna żaglowego. Do ich wzmocnienia stosuje się banty oraz refbanty. Układ brytów, ich kształt i wymiary zależą od wielu czynników takich jak rodzaj użytego materiału, przeznaczenie jednostki, kroju ożaglowania itp. Projektowanie ożaglowania, tak aby wytwarzało optymalną siłę aerodynamiczną oraz charakteryzowało się dobrymi parametrami wytrzymałościowymi wciąż pozostaje sztuką.
Krawędź żagla to lik. W przypadku ożaglowania gaflowego wyróżniamy: lik przedni - krawędź przy maszcie, lik tylny bądź wolny naprzeciw niego, lik górny mocowany do gafla oraz lik dolny przy bomie. Przy ożaglowaniu bermudzkim występują liki: przedni, wolny oraz dolny. Żagle rejowe mają lik górny, dolny oraz dwa boczne. W przypadku np. spinakerów występują dwa liki boczne oraz jeden dolny. 
Liki często wzmocnione są tzw. bantami. To miejsca, w których nałożonych jest kilka warstw tkaniny. W bantach mocuje się remizki. Specjalną odmianą banty jest refbanta stanowiąca pas znajdujący się w pewnej odległości od liku dolnego i przebiegający równolegle do niego. W nim osadzone są remizki, przez które przechodzą reflinki (in. refsejzingi) wykorzystywane do refowania żagla poprzez przywiązania jego części do bomu.
Aby umożliwić mocowanie lików do drzewc stosuje się różne rozwiązania. Jedno z nich to tzw. liklina - lina wszyta w krawędź żagla, którą wkłada się w likszparę. Na większych jednostkach stosuje się ślizgacze tj. zaczepy swobodnie przesuwające się po szynie umieszczonej w drzewcu. Lik przedni sztaksli wyposażony jest zazwyczaj w raksy bądź karabinki zaczepiane na sztagu. Innym sposobem, używanym w klasie Laser jest kieszeń znajdująca się na liku przednim, która umożliwia wsunięcie w nią masztu.
Miejsce zetknięcia się dwóch lików nazywa się rogiem żagla. Przy rogach znajdują się otwory, remizki bądź pętle z lin zwane uchami. Ich nazewnictwo pochodzi od elementu je mocującego.
W przypadku ożaglowania gaflowego wyróżniamy:
- róg halsowy - miejsce mocowania halsu
- róg gaflowy - w miejscu zetknięcia liku przedniego oraz górnego
- róg pikowy - w miejscu zetknięcia liku wolnego oraz górnego
- róg szotowy - miejsce mocowania szotów

W przypadku ożaglowania bermudzkiego wyróżniamy:
- róg fałowy - miejsce mocowania fału
- róg halsowy
- róg szotowy

W przypadku ożaglowania rejowego:
- dwa rogi górne
- dwa rogi szotowe

Konsekwentnie ucha noszą nazwy po rogach, przy których występują.
Żagle mogą być wyposażone się w tzw. listwy wsuwane w kieszenie. Ich zadaniem jest usztywnienie liku i zapobieganie jego niekorzystnemu zawijaniu się do wewnątrz żagla, co skutkuje występowaniem ujemnej siły aerodynamicznej. Listwy wykonuje się z drewna bądź tworzyw sztucznych tak, aby ich sztywność rosła w kierunku do liku tylnego. Osiąga się to przez wycinanie ich w kształt klinu. Długość listew zależy od szybkości osiąganej przez jednostkę. Klasy Omega czy Optimist mają dość krótkie listwy na końcówce żagla. DN, Moth czy Nacra 17 mają listwy pełne - sięgające od liku przedniego, aż do liku tylnego.
Żagiel może być wyposażony w tzw. okna. To wszyte arkusze przezroczystej folii umożliwiające obserwację akwenu za burtą zawietrzną. W niektórych klasach, np. DN, 505 wszywane są niewielkie kawałki takiej folii w okolicach icków, czyli niewielkich wstążeczek, znajdujących się dość blisko masztu i pozwalających na kontrolę wybrania żagla względem kierunku wiatru.

## Rodzaje żagli
Rodzaje żagli można sklasyfikować na podstawie trzech podstawowych kryteriów:
- Zastosowania:

– żagle marszowe (podstawowe)
– żagle ożaglowania skróconego
– żagle sztormowe
– żagle dodatkowe
- Kształtu:

– żagle trójkątne
– żagle czworokątne
– żagle sferyczne
- Sposobu mocowania:

– sztaksle
– żagle przymasztowe
– żagle wolnostojące

### Żagle marszowe
Stanowią podstawowy zestaw żagli służący do manewrowania i poruszania się w warunkach wiatrowych przewidzianych przez konstruktora jednostki. W przypadku jednomasztowych jednostek żaglowych to fok i grot, dwumasztowych - fok, grot, bezan. Może do nich należeć również np. kliwer, genua.

### Żagle ożaglowania skróconego
Jest to zestaw żagli przewidzianych na trudne warunki wiatrowe (7-8° w skali Beauforta). Zazwyczaj są to żagle o kroju jak marszowe lecz o mniejszej powierzchni.

### Żagle sztormowe
To zestaw żagli przeznaczony do żeglugi w warunkach sztormowych (powyżej 8° w skali Beauforta). Charakteryzują się małą powierzchnią oraz znacznie grubszą tkaniną użytą do ich szycia. Dzięki temu zapewniają stateczność kursową jednostki minimalizując jednocześnie ryzyko wywrotki. Mogą być szyte w kroju jak żagle podstawowe lub zmodyfikowane specjalnie do warunków sztormowych jak np. trajsel.

### Żagle dodatkowe
Nazywane również żaglami lekkiej pogody. Należy do nich zaliczyć spinaker, żagle obokspinakerowe (big-boy, tall-boy), genuy, bryfok, raffi, topsel oraz sztaksle dodatkowe jak np. foki pasatowe. Istnieje bardzo wiele typów żagli dodatkowych i każda szanująca się pracownia żaglomistrzowska nadaje im swoje, unikatowe nazwy.

### Sztaksle
To żagla stawiane na sztagach. Zazwyczaj mają kształt trójkątny i dzielą się na przednie i międzymasztowe. Do przednich zalicza się fok, kliwer, latacz, genua oraz ich odmiany. Międzymasztowe to apsel, grotsztaksel oraz fisherman.

### Żagle przymasztowe
To główne żagle napędowe. Mocowane są likiem przednim do masztu. Zalicza się do nich np. grot czy bezan.

### Żagle wolnostojące
To żagle, które mocowane są jedynie rogami, a nie likami. Można do nich zaliczyć m.in. wszystkie odmiany spinakera.

## Przykładowe nazwy żagli (licząc od dziobu)
- żagle mocowane przed sztagiem

| spinaker |

- żagle mocowane na sztagach (sztaksle)

| fok | kliwer | latacz | genua |

- żagle przymasztowe

| grot | bezan |

- inne

| topsel |